# 1523
| [ Edytuj tabelę ]                 | |
| Król Polski                       | - 1507 Zygmunt I Stary 1548 |
| Współksiążęta Andory              | - 1515 Joan d’Espés 1530 - 1517 Henryk II 1555 |
| Król Anglii                       | - 1509 Henryk VIII 1547 |
| Władca Azteków                    | - 1521 Hernán Cortés 1525 |
| Elektor Brandenburgii             | - 1499 Joachim I Nestor 1535 |
| Książę Bawarii                    | - 1508 Wilhelm IV 1550 - 1516 Ludwik X 1545 |
| Sułtan Brunei                     | - 1521 Abdul Kahar 1575 |
| Cesarz Chin                       | - 1521 Jiajing 1566 |
| Król Czech                        | - 1516 Ludwik II Jagiellończyk 1526 |
| Król Danii                        | - 1513 Chrystian II 1523 - 1523 Fryderyk I 1533 |
| Dalajlama                         | - 1475 Gendun Gjaco 1541 |
| Cesarz Etiopii                    | - 1508 Lybne Dyngyl 1540 |
| Król Francji                      | - 1515 Franciszek I 1547 |
| Król Hiszpanii                    | - 1516 Karol I 1556 |
| Hrabia Holandii                   | - 1515 Karol I Habsburg 1555 |
| Szach Iranu                       | - 1501 Isma’il I 1524 |
| Władca Inków                      | - 1493 Huayna Capac 1527 |
| Lord Irlandii                     | - 1509 Henryk VIII Tudor 1542 |
| Cesarz Japonii                    | - 1500 Go-Kashiwabara 1526 |
| Kalif                             | - 1520 Sulejman I 1566 |
| Patriarcha Konstantynopola        | - 1522 Jeremiasz I 1545 |
| Władca Korei                      | - 1506 Chungjong 1544 |
| Wielki książę litewski            | - 1506 Zygmunt I Stary 1548 |
| Sułtan Maroka                     | - 1505 Muhammad al-Burtukali 1524 |
| Książę Mediolanu                  | - 1521 Franciszek II 1535 |
| Senior Monako                     | - 1505 Lucjan 1523 |
| Wielki książę moskiewski          | - 1505 Wasyl III 1533 |
| Król Nawarry                      | - 1516 Henryk II 1555 |
| Król Norwegii                     | - 1513 Chrystian II 1523 - 1523 Fryderyk I 1533 |
| Sułtan Omanu                      | - 1500 Muhammad ibn Isma’il 1529 |
| Elektor Palatynatu                | - 1508 Ludwik V 1544 |
| Papież                            | - 1522 Hadrian VI 1523 - 1523 Klemens VII 1534 |
| Król Portugalii                   | - 1521 Jan III 1557 |
| Cesarz Rzymski (niemiecki)        | - 1519 Karol V Habsburg 1558 |
| Kapitanowie Regenci San Marino    | - 1522 Antonio di Polinoro Lunardini Marino di Antonio 1523 - 1523 Bartolomeo di Antonio Girolamo di Evangelista Belluzzi 1523 - 1523 Francesco di Simone Belluzzi Francesco di Sante di Biagio 1524 |
| Elektor Saksonii                  | - 1486 Fryderyk I Mądry 1525 |
| Król Szkocji                      | - 1513 Jakub V 1542 |
| Król Szwecji                      | - 1521 Gustaw I Waza 1560 |
| Król Tajlandii                    | - 1491 Ramathibodi II 1529 |
| Sułtan Turków                     | - 1520 Sulejman Wspaniały 1566 |
| Doża Wenecji                      | - 1521 Antonio Grimani 1523 - 1523 Andrea Gritti 1538 |
| Król Węgier                       | - 1516 Ludwik II 1526 |
| Cesarz Wietnamu                   | - 1522 Lê Cung Hoàng 1527 |
| Wielki mistrz zakonu krzyżackiego | - 1510 Albrecht Hohenzollern 1525 |

Rok 1523 / MDXXIII
stulecia: XV wiek ~
XVI wiek ~
XVII wiek

lata: 1513 «
1518 «
1519 «
1520 «
1521 «
1522 «
1523
» 1524
» 1525
» 1526
» 1527
» 1528
» 1533

## Wydarzenia w Polsce
- 18 lutego–11 kwietnia – w Krakowie obradował sejm[1].
- 24 października–17 grudnia – w Piotrkowie obradował sejm[2].
- Powstał projekt kodyfikacji polskiego procesu sądowego: Formula processus, jedyny skodyfikowany dział prawa sądowego w Polsce przedrozbiorowej.
- Kleszczele otrzymały prawa miejskie.

## Wydarzenia na świecie
- 6 czerwca – koronacja Gustawa Wazy na króla Szwecji. Ostateczny rozpad Unii kalmarskiej.
- 1 lipca – pierwsze spalenie na stosie zwolenników Marcina Lutra.
- 19 listopada – wybrany na papieża Giulio de’ Medici, nieślubny pogrobowiec po zamordowanym przez spiskowców Giuliano de’ Medici, przyjął imię Klemens VII; wybór ten zakończył trwające 50 dni konklawe, zwołane po śmierci Hadriana VI.

- Pierwszy raz użyto nazwy skrzypce.

## Urodzili się
- 18 października – Anna Jagiellonka, król Polski, żona Stefana Batorego (zm. 1596)

## Zmarli
- 7 maja – Franz von Sickingen, zwolennik reformacji, przywódca powstania przeciwko arcybiskupowi Trewiru (ur. 1481).
- 8 września – Maciej Miechowita, polski uczony (ur. 1457)
- 14 września – Hadrian VI, ostatni papież spoza Włoch, aż do czasów Jana Pawła II (ur. 1459)
- 5 października – Bogusław X, książę szczeciński, słupski i wołogoski (ur. 1454)
- Luca Signorelli, malarz włoskiego renesansu (ur. ok. 1445)